# Raionul Koriukivka, Cernihiv
Koriukivka (în ucraineană Корюківський район, transliterat: Koriukivskîi raion) este un raion în regiunea Cernihiv, Ucraina. Are reședința la Koriukivka.
Are o suprafață de 4.578,7 km². Populația este de 91.700 locuitori, determinată în 2020.